# Kameroenhavik
De Kameroenhavik (Aerospiza castanilius) is een roofvogel uit de familie van de havikachtigen (Accipitridae).

## Verspreiding en leefgebied
Hij leeft in Angola, Kameroen, Centraal-Afrikaanse Republiek, Congo-Brazzaville, Congo-Kinshasa, Equatoriaal-Guinea, Gabon, Nigeria en Oeganda en telt 2 ondersoorten:
- Aerospiza castanilius castanilius: van zuidelijk Nigeria tot Gabon en westelijk Congo-Kinshasa.
- A. c. beniensis: oostelijk Congo-Kinshasa.